# The Lioness
The Lioness è il quarto un album in studio del gruppo musicale statunitense Songs: Ohia, pubblicato nel 2000. È stato pubblicato da Secretly Canadian il 17 gennaio 2000. Una ristampa dell'album, Love & Work: The Lioness Sessions, è uscita il 23 novembre 2018.
L'album è stato registrato da Andy Miller ai Chem 19 Studios di Glasgow, in Scozia.

## Tracce
Tutte le tracce sono state scritte da Jason Molina.

1. The Black Crow — 7:16
2. Tigress — 3:20
3. Nervous Bride — 2:43
4. Being in Love — 5:41
5. Lioness — 6:37
6. Coxcomb Red — 4:05
7. Back on Top — 4:22
8. Baby Take a Look — 3:06
9. Just a Spark — 2:19
10. On My Way Home (Lioness Sessions Outtake) — 03:01
11. Never Fake It (Lioness Sessions Outtake) — 03:10
12. From The Heart (Lioness Sessions Outtake) — 04:28
13. It Gets Harder Over Time (Lioness Sessions Outtake) — 02:12
14. I Promise Not To Quit (Lioness Sessions Outtake) — 05:44
15. Neighbors Of Our Age (Lioness Sessions Outtake) — 02:43
16. Pyrate II (Even Now) (Lioness Sessions Outtake) — 04:08
17. Velvet Marching Band (Lissy’s Sessions) — 03:00
18. Raw (Lissy’s Sessions) — 03:46
19. Already Through (Lissy’s Sessions) — 04:00
20. Wonderous Love (Lissy’s Sessions) — 02:20

## Crediti
- Jason Molina - Voce
- Jonathan Cargill - Chitarra elettrica
- Geof Comings - Basso elettrico
- David Gow - Pianoforte
- Aidan Moffat - Chitarra acustica, cori
- Alasdair Roberts - Batteria